# Agner Krarup Erlang
Agner Krarup Erlang, född 1 januari 1878, död 3 februari 1929, var en dansk matematiker, statistiker och ingenjör. Måttenheten Erlang är uppkallad efter honom med hänsyn till hans analyser av belastningen på telefonnät.
Programmeringsspråket Erlang är eventuellt uppkallat efter honom.